# Felipe Melo
Felipe Melo de Carvalho (ur. 26 czerwca 1983 w Volta Redonda) – brazylijski piłkarz występujący na pozycji defensywnego pomocnika lub środkowego obrońcy w brazylijskim klubie Fluminense FC. Były dwudziestodwukrotny reprezentant Brazylii. Posiada również obywatelstwo hiszpańskie.

## Kariera klubowa
Grał kolejno w CR Flamengo, Cruzeiro EC, Grêmio Foot-Ball Porto Alegrense, RCD Mallorca, Racingu Santander, UD Almería i ACF Fiorentina. 15 lipca 2009 trafił do Juventusu za kwotę 20 mln € oraz kartę zawodniczą Marco Marchionniego. W Serie A zadebiutował 31 sierpnia w zwycięskim 3:1 meczu z AS Roma, w którym zdobył jednego gola. 22 lipca 2011 roku przeniósł się do Galatasaray. Spędził tam 4 lata, a następnie 31 sierpnia 2015 roku stał się zawodnikiem Interu Mediolan. 8 stycznia 2017 roku poinformowano o przenosinach Felipe Melo do brazylijskiego SE Palmeiras.

## Kariera reprezentacyjna
W reprezentacji Brazylii Melo zadebiutował 11 lutego 2009 w wygranym 2:0 towarzyskim meczu z Włochami. Z reprezentacją w 2009 roku zdobył Puchar Konfederacji.